# Ellisella filiformis
Ellisella filiformis is een zachte koraalsoort uit de familie Ellisellidae. De koraalsoort komt uit het geslacht Ellisella. Ellisella filiformis werd in 1889 voor het eerst wetenschappelijk beschreven door Toeplitz. 